# Żurada (gmina)
Żurada – dawna gmina wiejska istniejąca w XIX wieku w guberni kieleckiej. Siedzibą władz gminy była Żurada.
Za Królestwa Polskiego gmina Żurada należała do powiatu olkuskiego w guberni kieleckiej (utworzonej w 1867).
Gmina została zniesiona w 1877 roku, a jej obszar włączono do gminy Bolesław.